# Reut
Reut là một đô thị trong huyện Rottal-Inn bang Bayern thuộc nước Đức.